# Готье, Жюльен
Жюльен Готье (фр. Julien Gauthier; род. 15 октября 1997, Пуэнт-о-Трембль) — канадский хоккеист, нападающий клуба «Нью-Йорк Айлендерс» и сборной Канады по хоккею.

## Карьера

### Клубная
На драфте НХЛ 2016 года был выбран в 1-м раунде под общим 21-м номером клубом «Каролина Харрикейнз». 9 июля 2016 года подписал с «Каролиной» трёхлетний контракт новичка. Он вернулся в состав «Валь-д'Ор Форёрз», откуда был обменян в «Сент-Джон Си Догз». По окончании сезона он был переведён в фарм-клуб «Каролины» «Шарлотт Чекерс», в котором продолжил свою карьеру.
Дебютировал в НХЛ 12 октября 2019 года в матче с «Нью-Йорк Айлендерс», который закончился победой «Харрикейнз» со счётом 5:2. Отыграв за «Каролину» всего пять матчей, 18 февраля 2020 года он был обменян в «Нью-Йорк Рейнджерс» на защитника Джоуи Кина.
11 февраля 2021 года в матче с «Бостон Брюинз» забросил свою первую шайбу в НХЛ, но «Рейнджерс» проиграл в овертайме со счётом 3:2.
19 февраля 2023 года был обменян в «Оттаву Сенаторз» на Тайлера Мотта.
5 июля 2023 года перешёл в «Нью-Йорк Айлендерс», с которым подписал двухлетний контракт.

### Международная
В составе молодёжной сборной играл на МЧМ-2016 и МЧМ-2017; в 2017 году стал серебряным призёром. На турнире 2017 года Готье заработал 7 очков (5+2), став лучшим бомбардиром сборной по заброшенным шайбам и четвёртым по набранным очкам.

## Семья
Племянник бывшего хоккеиста и игрока НХЛ Дени Готье.